# 八丈島機場
33°06′54″N 139°47′09″E / 33.11500°N 139.78583°E

八丈島機場（日语：／ Hachijōjima kūkō */?）是位於東京都八丈町（八丈島）的民用机场，该机场根據日本空港整備法被分成第三種機場。

## 歷史
- 1927年：舊海軍機場（八丈島機場前身）。
- 1954年：變为村營的機場。
- 1955年：青木航空（全日本空輸的前身）开始运营東京國際機場与名古屋機場至八丈島機場的航線。
- 1963年：藤田航空一架飛機墜毀，造成19人死亡，是机场设立以来唯一發生的事故。
- 1985年11月：青木航空停止运营名古屋機場至八丈島機場的航線。
- 2000年：波音737客机首次在八丈島機場起降。
- 2005年10月：由於往返付費被降低至約4,000日元，八丈島鎮長開始遵守「東京國際機場線的運費價格降低1成」諾言實現，條件是半年內的使用量要達10,000人才達成條件。成為了2006年4月後繼續降低價格（因為燃油費騰貴，從2006年4月開始每單程為+700日元）。

## 機場對空援助業務

### 航空管制频率
| RDO | 118.70 | 126.20 |

東京航空局八丈島機場·航線監視雷達事務所航空管制航行信息官擔當

## 航空公司與目的地
| 航空公司         | 目的地       |
| ---------------- | ------------ |
| 全日本空輸（NH） | 東京/羽田    |
| 東邦航空         | 青島、御藏島 |

## 外部連結
- ANA機場信息-八丈島機場（页面存档备份，存于）（日語）
- 八丈島機場（页面存档备份，存于） - 東京都港灣局（日語）